# Тунгозеро
Тунгозеро (карел. Kananaini) — посёлок в составе Кестеньгского сельского поселения Лоухского района Республики Карелия.

## Общие сведения
Расположен на северо-восточном берегу одноимённого озера в 8 км к юго-западу по автодороге от посёлка Софпорог.

## Население
| 2002 | 2009 | 2010 | 2013 |
| ---- | ---- | ---- | ---- |
| 510  | ↘447 | ↘438 | ↘405 |

## Улицы

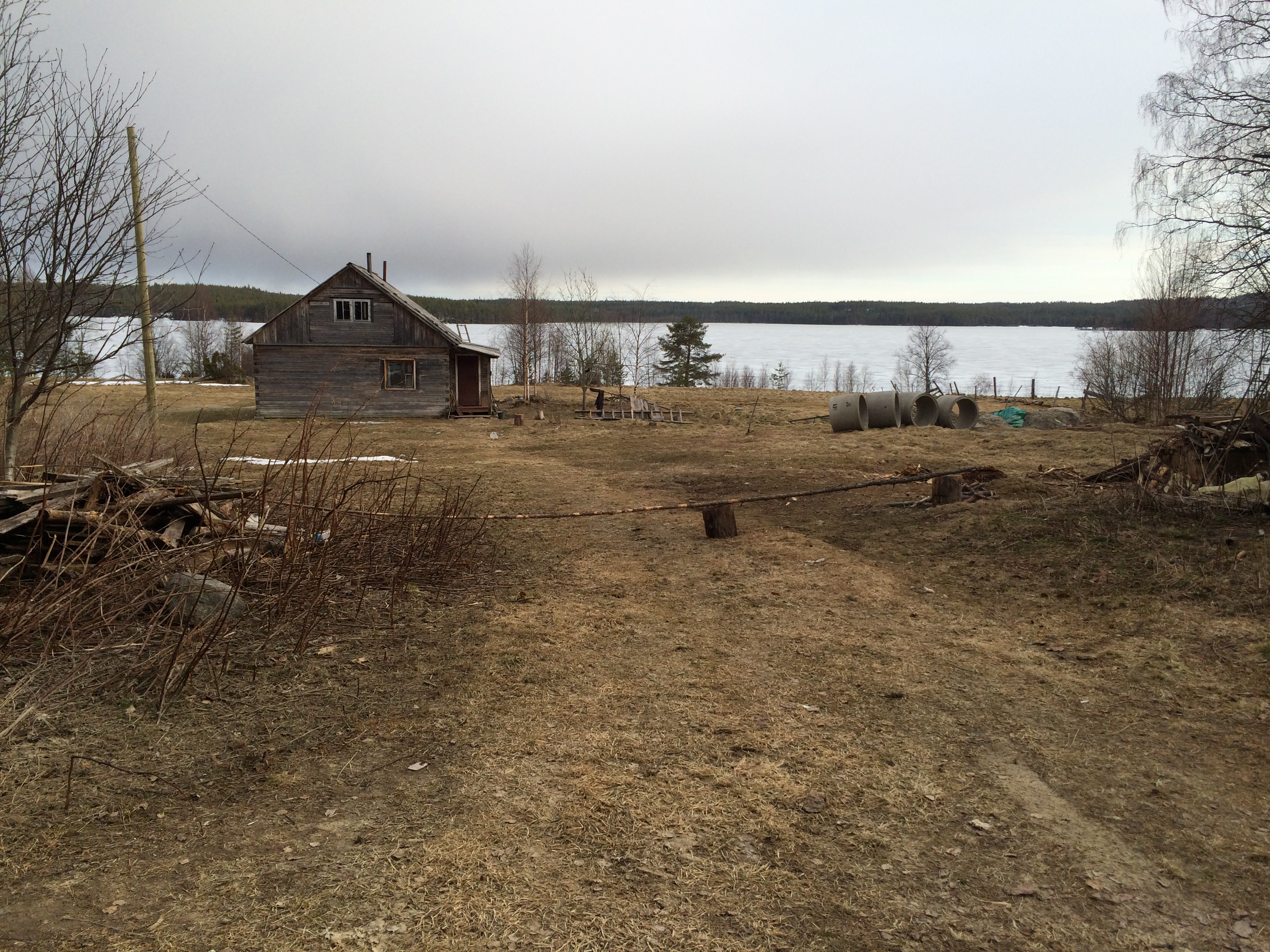
Дом на берегу озера.

- ул. Комсомольская
- ул. Лесная
- ул. Озёрная
- ул. Северная
- ул. Советская
- ул. Сосновая
- ул. Центральная